# Greg Proops
Gregory Everett Proops mais conhecido com Greg Proops (Phoenix, 3 de Outubro de 1959) é um ator, comediante e apresentador de televisão americano.
Greg é mais conhecido pelo seu papel de Max Medigan na sitcom original da Nickelodeon, True Jackson, VP

## Biografia
Proops nasceu em Phoenix, Arizona, e cresceu em San Carlos, Califórnia, um subúrbio ao sul de São Francisco. Frequentou o Colégio de San Mateo e liderou a dupla de comédia "proops & Brakeman". Mais tarde, ele estudou improvisação e atuação na Universidade de São Francisco. Ele nunca terminou a faculdade.